# Mendicino
Mendicino – miejscowość i gmina we Włoszech, w regionie Kalabria, w prowincji Cosenza.
Według danych na rok 2004 gminę zamieszkiwały 8084 osoby, 231 os./km².